# Richmond (Maine)
Pour les articles homonymes, voir Richmond.
Richmond est une ville américaine située dans le Comté de Sagadahoc, dans le Maine. Selon le recensement de 2020, sa population est de 3 522 habitants.